# ゴッドゲーム
ゴッドゲーム（英: God game：意訳「神の視点ゲーム」）とは、コンピュータゲームの1ジャンルで、シミュレーションゲームの一種。リアルタイムストラテジーであることが多い。

## 概要
神の視点を表現するため、画面が見下ろし型なのが特徴で、この点はやはりシミュレーションゲームの一種のミニスケープと類似するが、さらにプレイヤーが現実視点では在り得ないゲーム世界そのものに干渉する力を持ち、その能力を行使してゲームを進めるスタイルになっている場合に特にゴッドゲームと呼ぶ。またゲーム内におけるプレイヤーの役割を明確に「神」としている場合が多いのも特徴である。
この場合のゴッド（神）とは、いわゆる一神教における神（場合によっては悪魔）で、基本的にゲームフィールドで発生している現象全般を統合的に知ることができる立場を指す。一神教的価値観との相違点は、コンピュータゲームの常として、ゲームのプレイヤーは必ずしも全能ではなく、行える操作は現実の人間が起こせる現象を超えたものだとはいえ、あらかじめプログラミングされた幾つかの選択肢が与えられているに過ぎない。他にも資源や時間が限られていたり、所定の条件が課されたりすることもある。また競争相手となるアルゴリズム（簡単な人工知能）ないし他のプレーヤーがどのような操作や選択を行ったかや、それらの相手に属する要素の情報は予め開示されていない。プレイヤーはそういったゲーム内の制約の範囲内で様々な干渉を行い、ゲームを進めるのである。
ゴッドゲームの概念は『ポピュラス』（1989年）の登場以降に発生した。それ以前はシミュレーションゲームの中で確固たるジャンル分けもみられなかった（ただし後年になって同分野に振り分けられたゲームも存在する）。同作は文字通りプレイヤーは神としてゲーム世界に君臨し、様々な天変地異で自陣営の民族を繁栄させると共に、相手民族の生活を妨害して弱体化させ、最終的に相手民族をゲームフィールドから駆逐することが目的となる。なおこのゲームでは、フィールド上を移動する住人一人一人には直接干渉できず、その行動を操作することはできず、その全体を集めたり、導いたりできるというものでもあった。
同作のブーム以降、様々な神の視点ゲームが作られたが、この辺りはミニスケープ・ゲームとの区分はしばしば曖昧である。また、『ポピュラス』の作者ピーター・モリニューは後にダンジョン育成ゲーム『ダンジョンキーパー』を発表したが、この中でプレーヤーは、自分の支配するダンジョンに加勢したクリーチャー（モンスター）を直接つまんで移動させたり出来るほか、憑依（意識を乗っ取って自在に操る）が出来るなどの要素が盛り込まれたが、これはゴッドゲーム的な要素のほかにファーストパーソン・シューティングゲームなど他のジャンルを融合し、そしてプレーヤーが悪の立場を尽くすという価値観で、熱狂的なファン層を獲得している。このように、ゴッドゲームは他のゲームジャンルを盛り込まれるなどした作品も多数リリースされているため、明確なジャンル分けがし難い分野である。

## 主要例
- ポピュラス
- アクトレイザー - シミュレーション編が相当する。
- シムアント